# Cornelius Cruys
Cornelius Cruys (auch Krøys, Kreutz, Cruijs oder Крюйс), (* 14. Juni 1657 in Stavanger, Dänemark-Norwegen; † 14. Juli 1727 in Sankt Petersburg, Russisches Kaiserreich), eigentlich Niels Olsen (Olufsen, Roulofsen), war ein norwegisch-niederländischer Admiral im Dienste des russischen Zaren.

## Leben
Olsen entwickelte früh eine Beziehung zum Meer, denn er lebte mit seiner Familie in direkter Nähe des Stavanger Hafens. Im November 1668 verlor er seinen Vater. Als 14-Jähriger ging er an Bord eines holländischen Schiffes in die Niederlande, um sich zum Seemann ausbilden zu lassen.
Aus den darauf folgenden 12 Lebensjahren Cornelius Cruys’ ist wenig bekannt. Nach eigener Aussage Cruys, diente er in den Jahren 1672 bis 1673 während des Zweiten Englisch-Niederländischen Seekrieges als Matrose in der niederländischen Marine. Um 1680 tauchte er wieder in Quellen als Kapitän des Handelsschiffes Africa auf. In einem niederländischen Dokument wird weiter ausgeführt, dass er für neun Reedereien arbeitete und die drei Kontinente Europa, Asien und Amerika bereist hatte. Sicher bekannt ist nur, dass er Spanien, Portugal, die Niederlande, Dänemark und Italien besucht hatte.
1681 heiratete Cruys eine junge Frau namens Catharina Voogt, Tochter eines holländischen Kapitäns und Händlers. Aus der Ehe entstammten fünf Kinder, von denen zwei im Kindesalter starben.
Auf einer Handelsreise zur Zeit des Neunjährigen Krieges wurde das Schiff Cruys' von französischen Freibeutern aufgebracht. Im Oktober 1691 wurde er mit seiner Crew im Hafen von Brest festgesetzt und inhaftiert. Der 34-jährige Cruys wandte sich an seine Familie in Stavanger, um zu beweisen, dass er ein Norweger sei und die dänische Staatsbürgerschaft besäße. Da Dänemark zu diesem Zeitpunkt nicht im Krieg mit Frankreich stand, wurde nach erbrachtem Nachweis die Beschlagnahme seines Schiffes und seine Inhaftierung aufgehoben. 
Cruys trat 1696 in die niederländische Marine ein. 1697 reiste der russische Zar Peter I. inkognito mit einer großen russischen Delegation durch Europa (vgl. Große Gesandtschaft). Er besuchte auch die Niederlande, um die Technik der Zeit – die Niederlande galt damals als das fortschrittlichste Land Europas – zu studieren, insbesondere den Schiffbau. Dank der Vermittlung Nicolaas Witsens, dem Bürgermeister Amsterdams, erhielt der Zar die Möglichkeit in einer der großen privaten Werften für einen Zeitraum von vier Monaten eine praktische Ausbildung zu erhalten. Der Zar half dort bei der Konstruktion eines Ostindienfahrers.
Während seines Aufenthalts in den Niederlanden ließ Peter I., mit Hilfe von russischen und niederländischen Assistenten, viele Fachkräfte anwerben, um seine Reformbemühungen in Russland voranzutreiben. Cruys akzeptierte das Angebot Peters I. als Vizeadmiral in seinen Dienst zu gehen. Als Berater des Zaren und Vizeadmiral spielte Cruys bei Entstehung und Ausbau der Russischen Marine eine zentrale Rolle. Nach seiner Rückkehr nach Russland begann der Aufbau der Asow-Flottille in Woronesch unter dem Kommando von Admiral Fjodor Alexejewitsch Golowin, einem russischen Adligen, der Nachfolger des verstorbenen Schweizers Franz Lefort wurde. Golowin wurde von Vizeadmiral Cruys und Konteradmiral Jan van Rees unterstützt. Ab 1705 half er beim Aufstellen der Ostseeflotte, wurde deren erster Kommandeur und war federführend beim Bau der Festung Kronstadt. Während des Großen Nordischen Krieges nahm er 1710 an der Eroberung Wyborgs teil, verlor jedoch beim Finnland-Feldzug 1713 ein Schiff (Seegefecht bei Hogland), woraufhin er zunächst zum Tode verurteilt, dann aber vom Zaren begnadigt und rehabilitiert wurde. Für seine Verdienste im Kampf gegen die Osmanen und Schweden wurde er 1721 zum Admiral erhoben.
In Sankt Petersburg hatte er ein Wohnhaus im Bereich des heutigen Gebäudes Newski-Prospekt 18.